# Vladimir Keilis-Borok
Pour les articles homonymes, voir Borok (homonymie).
Vladimir Isaacovich Keilis-Borok (en russe :Влади́мир Исаа́кович Ке́йлис-Бо́рок), né le 31 juillet 1921 à Moscou et mort le 19 octobre 2013 (à 92 ans) à Los Angeles, est un sismologue et géophysicien russo-américain. Il fut notamment président de l'Union géodésique et géophysique internationale, de 1987 à 1991, et professeur émérite à l'Université de Californie de Los Angeles, de 1998 à 2013.

## Biographie
Né à Moscou, il est l'unique fils d'un couple juif. Son père exerce le métier de commerçant et sa mère celui de secrétaire. 
Sa jeunesse est marquée par la Seconde Guerre mondiale et l'invasion de la Russie soviétique par les armées du Reich en 1941. Il est alors chargé de l'installation de lignes de communication. Plus tard, reconnu pour ses compétences scientifiques, il est envoyé à l'est du pays à la recherche de pétrole. Son intérêt pour la géophysique naît de cette expérience. Après la guerre, Keilis-Borok étudie à l'Académie des sciences de Russie et obtient un doctorat en 1948. 
Dans les années 1960, en pleine guerre froide, il étudie les ondes sismiques causées par les explosions nucléaires souterraines et compare celles-ci aux secousses provoquées par les tremblements de terre. Son expertise contribue aux discussions entre Américains et Soviétiques concernant le contrôle des armements en 1963, année de la signature du traité d'interdiction partielle des essais nucléaires. 
Dans les années 1980, il se consacre à l'étude d'ondes sismologiques et fonde un institut de recherche à Moscou, spécialisé en sismologie. En 1985, les prévisions de Keilis-Borok annoncent qu'un séisme se produirait dans un avenir proche le long de la Faille de San Andreas en Californie. La menace, prise très au sérieux par Moscou, conduit le président russe Mikhail Gorbatchev à en informer le président américain Ronald Reagan. Quatre ans plus tard, le pronostic s'avère fondé lorsqu'un important tremblement de terre d'une magnitude de 6,9 sur l'échelle de Richter frappe San Francisco le 17 octobre 1989, provoquant l'effondrement d'un viaduc routier et entraînant la mort de 63 personnes.
Cette catastrophe marque le début d'une longue collaboration entre Keilis-Borok et les sismologues américains. En 1998, Vladimir déménage en Californie et intègre l'Université de Californie de Los Angeles. Il développe sa méthode de prédiction de séismes sur des algorithmes , basés sur l'identification de chaînes sismiques, c'est-à-dire des séries de petites secousses, annonçant des séismes de magnitudes particulièrement élevées. Son équipe parvient à prédire deux tremblements de terre dévastateurs, survenus en 2003 : l'un en Californie et l'autre au Japon.
En juin 2003, il prédit qu'un séisme d'une magnitude de 6,4 voire plus, se produirait sur une période de neuf mois, dans une région au centre de l'État californien, entre Fort Bragg et Cambria. Bien qu'il y avait 5 % de chances pour que le pronostic s'avère, un violent tremblement de terre d'une magnitude de 6,5 secoue la lisière sud de la zone de prédiction en décembre de la même année, au nord-est de San Simeon, tuant deux personnes. 
En juillet 2003, il estime qu'un séisme d'une magnitude de 7 ou plus toucherait l'île japonaise d'Hokkaidō dans les six mois. Deux mois plus tard, un tremblement de terre d'une magnitude de 8 blesse 500 personnes sur l'île.
Ces deux prédictions réussies ont conduit le California Earthquake Prediction Evaluation Council à considérer la méthode de Keilis-Borok comme une approche « légitime », quoiqu'« insuffisamment testée ». 
À côté de ses travaux en sismologie, Keilis-Borok a aussi travaillé (avec Allan Lichtman) sur un modèle d'analyse des élections présidentielles américaines qui s'est distingué par son efficacité (il a prédit quasiment tous les vainqueurs depuis 1984). Ce modèle est réalisé en « repensant la statistique électorale sur le modèle sismologique, pour l’envisager comme un jeu de balancier entre stabilité (le parti au pouvoir reste à la Maison-Blanche) et tremblement de terre (il en est chassé) » . 
Il décède le 19 octobre 2013 à Los Angeles, à l'âge de 92 ans. Veuf, il était père d'une fille, Irina Kashin.

## Récompenses
Il est décoré de la Médaille Lewis-Fry-Richardson en 1998. Il était également académicien au sein de l'Académie pontificale des sciences à Rome en 1994 et obtint un Docteur honoris causa de l'Institut de physique du globe de Paris.